# CD O’Higgins
Club Deportivo O’Higgins ist ein chilenischer Fußballverein aus Rancagua. Der Verein spielt derzeit in der Primera División und trägt seine Heimspiele im Estadio El Teniente aus, das Platz für 14.450 Zuschauer bietet.

## Geschichte

### Anfänge
Club Deportivo O’Higgins wurde am 7. April 1955 in der chilenischen Stadt Rancagua, der Hauptstadt der Región del Libertador General Bernardo O’Higgins, gegründet. Wie auch die Region ist auch der Verein CD O’Higgins nach Bernardo O’Higgins, dem ersten Director Supremo des unabhängigen Chile, benannt. Seine Heimspiele trägt der Verein seit dem Tag seiner Gründung im örtlichen Stadion von Rancagua, dem Estadio El Teniente, aus, das früher Platz bot für 45.000 Zuschauer, heute aber nur noch knapp 15.000 Menschen fasst. Im Estadio El Teniente fanden unter anderem einige Spiele der Fußball-Weltmeisterschaft 1962 statt.

### Erste Erfolge und Libertadores-Teilnahmen
Vom chilenischen Fußballverband wurde CD O’Higgins ins Campeonato de Ascenso, das mit der heutigen Primera B, der zweiten chilenischen Liga, vergleichbar ist, eingestuft. Bis 1964 spielte der Verein nun in der zweiten Liga, ehe in genanntem Jahr der erstmalige Aufstieg in die Primera División gelang. In der ersten Liga konnte sich der Verein im ersten Jahr durch einen elften Platz halten, während Coquimbo Unido absteigen musste. Auch in den folgenden Jahren konnte sich der Verein in Chiles Eliteliga etablieren und erreichte für lange Zeit Plätze im gesicherten Mittelfeld. In der Saison 1973 wurde CD O’Higgins Vierter der Primera División, punktgleich mit dem Dritten CD Huachipato, und erreichte seine beste Tabellenplatzierung bis dato überhaupt. Nach einem neunten Platz 1974 musste man dann aber 1975 nach elf Jahren wieder den Gang in die Zweitklassigkeit antreten, in der Primera División wurde der letzte Platz belegt. In der Segunda División gelang sogleich der Wiederaufstieg durch einen zweiten Rang in der Endtabelle, einzig hinter Deportivo Ñublense. Nach dem Aufstieg wurde CD O’Higgins im ersten Jahr Zehnter, was den sicheren Klassenerhalt bedeutete. 1978 belegte der Verein nach dem Ende aller Spieltage den dritten Platz in der Primera División und schaffte nach einer Qualifikationsrunde sogar die Teilnahme an der Copa Libertadores 1979. Bei dem Turnier scheiterte der Verein nach der Vorrunde, nachdem der zweite Platz in der Gruppe 4 hinter CD Palestino und vor den beiden venezolanischen Vertretern Portuguesa FC und Deportivo Galicia belegt wurde. Auch für die Copa Libertadores 1980 konnte sich CD O’Higgins wieder qualifizieren, nachdem man Fünfter wurde und die Qualifikationsrunde gewonnen hatte. Bei der 1980er-Libertadores überstand man als Gruppenerster vor Cerro Porteño, Colo-Colo und Sol de América die Gruppenphase und schied erst in der 2. Gruppenphase als Letzter in einer Dreiergruppe mit Nacional Montevideo und Club Olimpia aus. Montevideo stellte schließlich einen Finalteilnehmer, unterlag aber dem brasilianischen Vertreter SC Internacional aus Porto Alegre.

### Wechsel zwischen Primera und Segunda División
1981 endete die Zeit der Libertadores-Teilnahmen vorerst. In der Liga wurde die Qualifikation für den kontinentalen Wettbewerb verpasst. Auch in den nächsten Jahren wurden nur Plätze im Mittelfeld erreicht, ehe man 1985 nur Letzter in der Primera División wurde und damit zum zweiten Mal überhaupt in die zweite Liga absteigen musste. Im ersten Zweitligajahr wurde der Aufstieg verpasst, 1987 glückte er dann. Bis 1996 spielte der Verein in oberen Regionen der ersten chilenischen Fußballliga, ohne jedoch einen Titel zu gewinnen oder sich für ein kontinentales Turnier zu qualifizieren. 1996 musste nach einer schlechten Saison mit nur 22 erreichten Punkten in 34 Ligaspielen der Gang in die Zweitklassigkeit angetreten werden. Nach nur einem Jahr gelang allerdings die Rückkehr ins Fußball-Oberhaus Chiles, aus dem man 2001 wieder absteigen musste und erst 2006 wieder zurückkehren konnte. In der Clausura-Saison 2006, seit 2000 waren die Spielzeiten in zwei Halbjahressaisons aufgeteilt, die beide einen Meister ermittelten, erreichte CD O’Higgins das Halbfinale, unterlag aber dort Audax Italiano, das wiederum im Endspiel gegen Colo-Colo verlor. Seitdem erreichte CD O’Higgins stets Ränge im Mittelfeld, sowohl im oberen als auch im unteren Mittelfeld und spielt noch heute in der Primera División. In den letzten Jahren steigerte sich die Mannschaft kontinuierlich. Diese positive Entwicklung fand ihren vorläufigen Höhepunkt in der Apertura 2013 der Primera División, als sich O’Higgins Rancagua durch einen 1:0-Finalsieg gegen Universidad Católica zum ersten Mal überhaupt den chilenischen Meistertitel holen konnte. Damit ist man auch erstmals seit dreißig Jahren wieder für die Copa Libertadores qualifiziert.

## Erfolge
- Chilenische Meisterschaft: 2013/14-A

- Segunda División: 1964

- Campeonato de Apertura de Segunda División: 1986

- Finale der Copa Chile: 1983, 1994

- Chilenischer Supercup: 2014

- Teilnahme an der Copa Libertadores: 4×

1979: erste Runde
1980: zweite Runde
1984: erste Runde
2014: Gruppenphase 3. Platz
- Teilnahme an Copa Sudamericana: 1×

2012: erste Runde
- Teilnahme an der Copa Conmebol: 1×

1992: erste Runde

## Trainer
- Nelson Acosta (1988–1991)
- Manuel Pellegrini (1992–1993)
- Jorge Sampaoli (2007–2009)
- Ivo Basay (2010–2011)

## Spieler
- Federico Vairo (1960–1966)
- Nelson Acosta (1978–1981)
- Clarence Acuña (1994–1997)